# Король, дама, валет (фільм)
«Король, дама, валет» («König, Dame, Bube») — західнонімецька кінокомедія 1972 року, знята режисером Єжи Сколімовським.

## Сюжет
Фільм поставлено за однойменним романом В. Набокова. Після смерті своїх батьків Франк, романтичний підліток, живе у своїх родичів — дядька Чарльза та тітки Марти. Незабаром хлопець закохується в свою тітку, сексапільну даму, що молодиться, і, спокушений нею, подумує про вбивство свого старіючого дядька…

## У ролях
- Джина Лоллобриджида: Марта Драєр
- Девід Нівен: Чарльз Драєр
- Джон Молдер Браун: Франк
- Маріо Адорф: професор Ріттер
- Карл Деринг: Енріхт
- Барбара Валентин: оптик
- Соня Гофманн: Соні
- Еріка Бір: Фріда
- Ельма Карлова: Анна
- Могенс фон Гадоу: Піффке
- Фелісітас Петерс: Іда
- Кріс Сендфорд: Гофман
- Крістін Шуберт: Ізольда

## Знімальна група
- Режисер: Єжи Сколімовський
- Сценарій: Девід Зельцер, Девід Шоу
- Оператор: Чарлі Штайнберґер
- Композитор: Стенлі Майєрс
- Художник: Рольф Цехетбауер
- Монтаж: Мелвін Шапіро